# 東海道 (中華民国)
東海道（とうかい-どう）は中華民国北京政府により設置された山東省の道。

## 沿革
1915年（民国4年）10月に設置、道尹は福山県に設置され、下部に福山、蓬萊、棲霞、招遠、黄県、萊陽、牟平、海陽、文登、栄成の10県を管轄した。1928年（民国17年）5月に廃止されている。

## 行政区画
廃止直前の下部行政区画は下記の通り。（50音順）
- 栄成県
- 海陽県
- 黄県
- 招遠県
- 棲霞県
- 福山県
- 文登県
- 蓬萊県
- 牟平県
- 萊陽県